# Mariage blanc
Pour les articles homonymes, voir Mariage (homonymie).
Ne doit pas être confondu avec mariage arrangé ou mariage forcé.
Un mariage blanc ou mariage de complaisance  est un mariage contracté dans d’autres buts que la vie commune, généralement pour en tirer un avantage. (Le qualificatif de « blanc » souligne l'absence de relation sexuelle, le blanc étant la couleur de la pureté, de la virginité.)

Si une des deux parties n'est pas complice on parle d'un mariage gris.
Cette situation autorise généralement une procédure en annulation de mariage  et, dans le cadre du mariage catholique, en reconnaissance de nullité du sacrement de mariage.

## Multiplicité des causes
La loi nationale, le code du travail ou même les dispositions de l'employeur envers les mariés peuvent motiver un mariage blanc. Un cas souvent cité est celui d'un fonctionnaire cherchant à obtenir sa mutation.

### France: mariage de complaisance non «migratoire»
En droit français, tout « mariage contracté sans réelle intention matrimoniale (exemple : absence de vie commune) dans le seul but de faire bénéficier l'un des deux conjoints des avantages que confère la loi aux époux (...) peut (...) être frappé de nullité. »
Le mariage de complaisance est un délit en France.

## Cas particulier du domaine de l'immigration

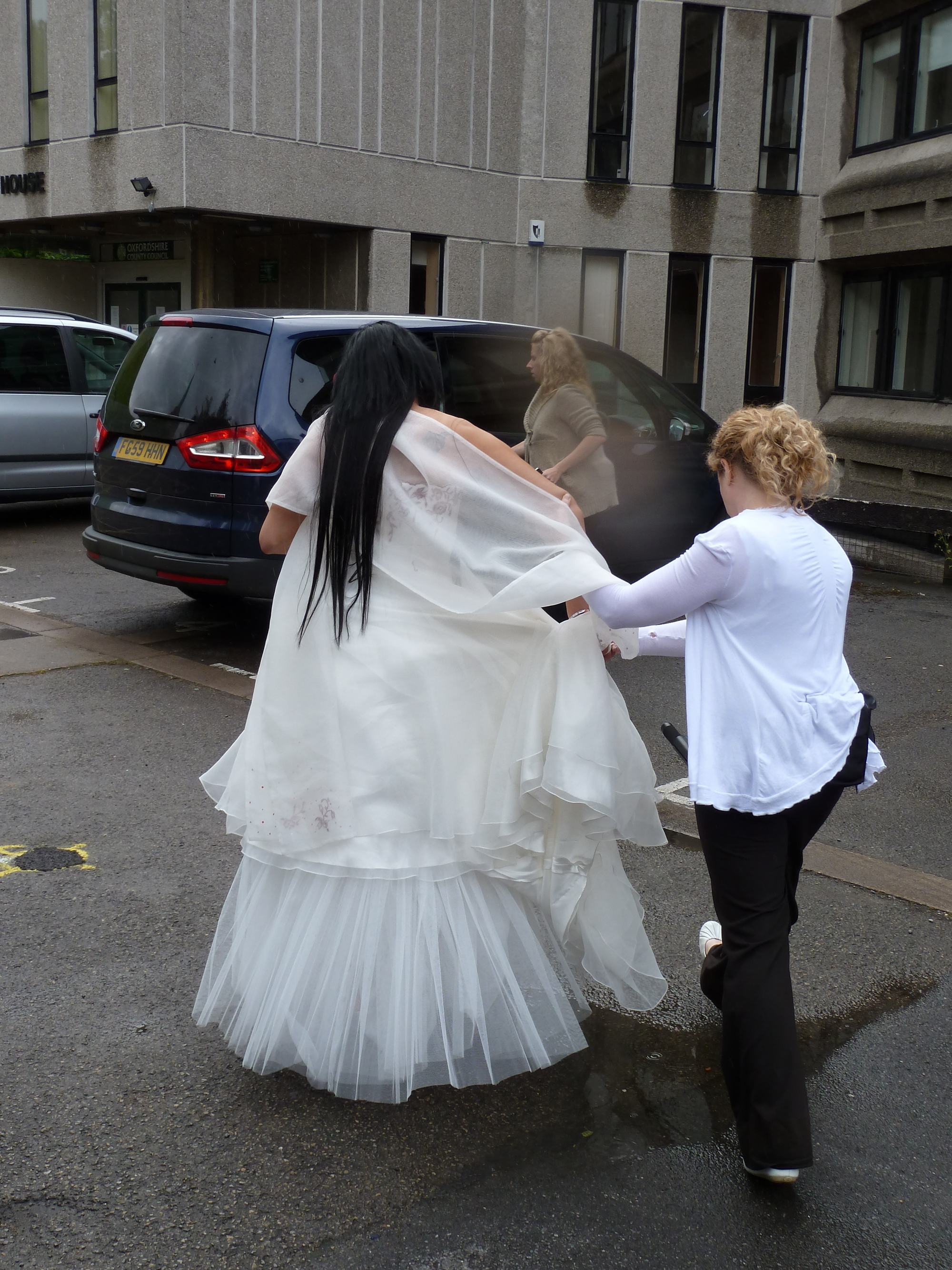
Officier britannique de la police des frontières au cours d'une opération anti-mariage blanc dans le domaine de l'immigration

L'utilisation la plus souvent citée du mariage blanc, et la plus vigoureusement combattue légalement (ce que les défenseurs des immigrants critiquent), est celle d'un immigrant qui épouse une personne du pays dans lequel il souhaite immigrer, dans l'unique but d'obtenir certains avantages : l'autorisation de séjour dans le pays concerné, un logement ou la nationalité de la personne épousée, etc.

### Belgique
Le code pénal sanctionne le mariage blanc. Le juge pénal a la capacité d'annuler un mariage, mais il doit le faire après avoir écouté les époux afin de respecter les droits de la défense.
L'article 146bis du Code civil belge précise que : « Il n’y a pas de mariage lorsque, bien que les consentements formels aient été donnés en vue de celui-ci, il ressort d’une combinaison de circonstances que l’intention de l’un au moins des époux n’est manifestement pas la création d’une communauté de vie durable, mais vise uniquement l’obtention d’un avantage en matière de séjour, lié au statut d’époux ».

### Canada
Le mariage de complaisance peut être jugé par les cours criminelles au Canada. Cependant, aucun citoyen canadien ne saurait subir une procédure de la Commission de l'immigration : seuls les étrangers sont jugés.

### France: mariage de complaisance migratoire

#### Généralités
Le mariage dans le but d'obtenir un permis de séjour ou la nationalité française est spécifiquement réprimé, répression qui s'est renforcée depuis le début du XXIe siècle.
En France, un maire ne peut refuser de célébrer un mariage sous prétexte que l'un des deux époux est en situation irrégulière. Ainsi, lorsque le maire a connaissance d'un délit ou s'il suspecte un mariage blanc, il ne peut en aucun cas s'opposer à la célébration, mais la loi lui permet de saisir le procureur.
La loi du 26 novembre 2003 relative à la maîtrise de l'immigration, au séjour des étrangers en France et à la nationalité (dite loi Sarkozy) a créé un délit de « mariage de complaisance », puni de 5 ans de prison et de 15 000 € d'amende (10 ans et 750 000 € si l'infraction est commise en bande organisée). Selon la juriste Danièle Lochak, « L'utilité pratique de cette nouvelle incrimination est douteuse, puisqu'un mariage de complaisance encourt l'annulation et que l'administration peut, dans ce cas, refuser un titre de séjour : elle a surtout une fonction d'intimidation ». De plus, ce nouveau délit est sélectif puisqu'il ne vise pas ceux qui détournent l'institution du mariage dans un autre but que celui de l'obtention d'un titre de séjour, par exemple, dans le but pour un fonctionnaire, d'obtenir sa mutation.

#### La controverse du «mariage gris» et son inscription dans la loi
L'expression « mariage gris » a été reprise par le Ministre français Éric Besson en même temps qu'il annonçait sa volonté de s'attaquer au phénomène. Cette expression, en fait déjà observée sur Internet depuis 2007, est utilisée, selon Éric Besson, « depuis une dizaine d'années par les avocats et associations gérant ce genre de cas ». Étienne Mourrut est le premier à interpeller le gouvernement par voie de question orale posée à l'Assemblée nationale. La journaliste Marie-Annick Delaunay est également une des premières à avoir utilisé cette expression dans son livre L'immigration par escroquerie sentimentale, qui relate sa propre expérience de victime. Elle désigne la situation où le futur époux, cherchant à obtenir un avantage en matière de titre séjour, séduit son partenaire et simule des sentiments amoureux uniquement dans ce but. Il se distingue du mariage blanc par le fait qu'une seule personne fraude. Le partenaire n'ayant rien à gagner, est une victime de bonne foi. Besson définit le mariage gris comme une « escroquerie sentimentale à but migratoire » et estime à plusieurs milliers par an les mariages de ce type en France. Il met l'accent sur la douleur particulière que provoque le fait d'avoir été séduit uniquement pour en tirer un avantage.
La notion de « mariage gris » entraîne une importante polémique en France et fait réagir de nombreux représentants d'associations et de partis politiques. L'association SOS Racisme dénonce un projet de loi visant à associer les étrangers "à des fraudes incessantes et, chose inquiétante sur les tentatives d’évolution de la loi, en leur appliquant un droit spécifique dans tous les compartiments de leur vie, y compris privée". Pour La Cimade, la proposition de loi a pour effet de « plonger un peu plus le conjoint étranger d’un couple mixte dans la dépendance à l’égard de l’autre qui, à tout moment, peut lancer sur lui les foudres d’une loi qui le considère comme un délinquant potentiel ». Le sociologue Eric Fassin, le juriste et coordinateur national des Amoureux au ban public Nicolas Ferran et le juriste Serge Slama publient une tribune dans Le Monde s’inquiétant du fait que « la police de l'amour fait intrusion dans l'intimité des couples binationaux, jusque dans le lit conjugal » et dénoncent « une étape de plus dans le recul des libertés ». Du côté de la gauche, la notion est aussi dénoncée : la sénatrice Alima Boumediene-Thiery du groupe Les Verts parle d'« un article nauséabond qui fait peser sur les étrangers qui épousent des français une présomption de fraude », la sénatrice PS Catherine Tasca voit la proposition de loi comme un « poison pour notre démocratie ». Pierre Laurent, secrétaire national du PCF, reproche à Eric Besson de « continuer dans l'abject » et Djamila Sonzogni, porte-parole des Verts, lui reproche de lancer « un appel du pied aux racistes ». Dans une circulaire adressée aux préfets et soutenue par les associations Fasti, La Cimade, Ligue des droits de l’Homme, Mrap, RESF et SOS Racisme, Les Amoureux au Ban Public reproche à la mesure "de restreindre de façon inacceptable le droit au respect de la vie familiale garanti par la Convention européenne des droits de l’homme".
De nombreux détracteurs de cette notion et défenseurs des droits des étrangers estiment qu'une évaluation sérieuse du nombre de cas de « mariage gris » est impossible. Le sénateur Jacques Mézard se demande « comment les autorités de poursuite apporteront-elles la preuve que le conjoint de bonne foi ignorait tout des intentions de son conjoint de nationalité étrangère? » tandis que le Syndicat de la magistrature dénonce un manque de statistiques justifiant une telle loi.
Beaucoup d'intervenants estiment aussi que l'introduction légale d'une notion de « mariage gris » est superflue puisque les conjoints supposément floués par un étranger sont déjà protégés par la loi existante, notamment par les dispositions portant sur le consentement dit « mal dirigé » et sur le mariage dit « naturalisant ».
Les termes de mariage gris ou d'escroquerie sentimentale n'ont aucune existence légale en tant que tels. Leur expression juridique se retrouve dans l'article 33 de la loi n° 2011-672 du 16 juin 2011 relative à l'immigration, à l'intégration et à la nationalité sous la notion d'intentions dissimulées : « Le fait de contracter un mariage ou de reconnaître un enfant aux seules fins d'obtenir, ou de faire obtenir, un titre de séjour ou le bénéfice d'une protection contre l'éloignement, ou aux seules fins d'acquérir, ou de faire acquérir, la nationalité française est puni de cinq ans d'emprisonnement et de 15 000 Euros d'amende. Ces peines sont également encourues lorsque l'étranger qui a contracté mariage a dissimulé ses intentions à son conjoint. »
En Belgique, la notion fait aussi débat et Amnesty International Belgique s'interroge sur le sujet : « Le problème, c’est qu’on est justement dans le domaine du sentiment » explique une de ses membres avant de se demander si cela n'offrira pas en cas de divorce au « partenaire belge (…) une fameuse arme de rétorsion face à celui ou celle qui l’a déçu(e) ».
Aujourd'hui, les mariages mixtes de manière générale sont sous haute surveillance : une circulaire du 22 juin 2010 relative à la lutte contre les mariages simulés a été adressée à la hiérarchie judiciaire (circ. n° CIV/09/10, 22 juin 2010). Cette circulaire invite les services de police et de gendarmerie à être attentifs à tous les cas de fraude
Le Code du séjour et de l'étranger dans son article L 313-12 précise que le ressortissant étranger qui vient à divorcer pour cause de violences conjugales ne perd pas le bénéfice d'un renouvellement de son titre de séjour.

### Suisse
Depuis le 1er janvier 2011, la Suisse interdit le mariage aux étrangers en situation illégale et aux demandeurs d'asile déboutés afin de lutter contre les mariages blancs.

## Liste de mariages blancs

### Exemples historiques
Le mariage de Juliette Récamier est un exemple célèbre : on considère généralement que Jacques Récamier avait épousé Juliette pour qu'elle puisse hériter de lui, sa motivation étant qu'elle était probablement sa fille illégitime.
Rosa Luxemburg a épousé Gustav Lubeck afin d'avoir la nationalité allemande, ce qui lui permet de s'installer à Berlin.
André Gide a fait un mariage blanc avec sa cousine, Madeleine Rondeaux.

### Mariages blancs de fiction

#### Théâtre
- Mariage blanc une comédie dramatique de Jules Lemaître jouée en 1891[24].

#### Filmographie
Les films suivants traitent de la question du mariage blanc :
- Ils étaient neuf célibataires, film de Sacha Guitry de 1939 ;
- La Fiancée qui venait du froid, film de Charles Nemes de 1983, avec Thierry Lhermitte ;
- Mariage blanc, film TV de Peter Kassovitz de 1986 ;
- Green Card, film avec Gérard Depardieu de 1990 ;
- Bobby film de Emilio Estevez, 2006 : une jeune femme choisit d'épouser un simple ami pour lui éviter d'être conscrit pour la Guerre du Viêt Nam ;
- Le Silence de Lorna, film des Frères Dardenne de 2008 ;
- La proposition, film de Anne Fletcher de 2009 ;
- Les Invités de mon père, Anne Le Ny, 2010 ;
- Épouse-moi mon pote, Tarek Boudali, 2017.

#### Séries
Certains épisodes de séries suivants traitent de la question du mariage blanc :
- Dans la série Prison Break, Michael Scofield accepte un mariage blanc avec une femme tchèque, Nika Volek, jouée par Holly Valance.
- L'épisode Dure, dure la rentrée de la Saison 2 d'Une famille formidable, les personnages cherchent à arranger un mariage blanc entre une Tchèque en situation irrégulière et un homme ayant besoin de cacher son homosexualité[25].
- Dans la série Dr House, le Dr House organise un mariage blanc avec une immigrée Ukrainienne, Dominika, afin qu'elle obtienne la carte de résidence permanente aux États-Unis.
- Dans la série Desperate Housewives, Susan Mayer (Teri Hatcher) aura recours plusieurs fois au mariage blanc, la première fois avec Karl (Richard Burgi), son ex-mari pour pouvoir bénéficier de son assurance maladie et la deuxième fois avec son ex-petit ami Jackson (Gale Harold), menacé d'être expulsé vers son pays d'origine, le Canada (ce mariage n'aura pas lieu, un des voisins de Susan ayant prévenu les services de l'immigration de la supercherie).
- Dans la série That '70s Show, Fez épouse Laurie Forman afin de devenir un citoyen Américain et de rester à Point Place.